# Dan Payne
Dan Payne (Victoria, 4 de agosto de 1972) é um ator canadense.

## Filmografia
- Mulligans (2008)
- Sanctuary (2007)
- John Tucker Must Die (2006)
- The Muppets' Wizard of Oz (2005) (filme para a TV)
- Snow Queen (2002) (filme para a TV)
- It's a Very Merry Muppet Christmas Movie (2002) (filme para a TV)
- Descendants (2015) (filme para a TV)
- Descendants 2 (2017) (filme para a TV)
- Descendants 3 (2019) (filme para a TV)